# گئورگ نوفکا
گئورگ نوفکا (آلمانی: Georg Nowka؛ زادهٔ ۷ نوامبر ۱۹۱۰ - درگذشته نامشخص) قایقران قایق بادبانی اهل آلمان بود.